# Galla (soția lui Teodosiu I)
Galla, soția lui Teodosiu I (n. anii 370 d.Hr., Constantinopol, Roma Antică – d. 394 d.Hr.), fiica lui Valentinian I, a fost principesă a Imperiului Roman de Apus și împărăteasă a Imperiului Roman (387-394), a doua consoartă a lui Teodosiu I.
Data nașterii sale nu este cunoscută cu precizie, fiind apreciată a fi cândva între anii 370 și 375. Era fiica împăratului Valentinian I, fiind deci sora lui Valentinian al II-lea.
A devenit soția lui Teodosiu I (supranumit Teodosiu cel Mare) la începutul anului 387, după decesul primei soții a acestuia, Aelia Flavia Flaccilla, în 385. Au avut împreună doi copii: Gratian (n. 388) și Galla Placidia (n. 392). A murit în anul 394, la nașterea celui de-al treilea copil, Ioan (care a murit și el tot atunci).